# Obieg termodynamiczny
Obieg termodynamiczny – szereg dowolnych przemian termodynamicznych, którym podlega czynnik termodynamiczny, a stan termodynamiczny czynnika na końcu obiegu pokrywa się ze stanem na jego początku.

## Punkty charakterystyczne
W każdym obiegu termodynamicznym można wyróżnić 4 punkty charakterystyczne: dwa punkty zwrotne i dwa punkty adiatermiczne. Punkty zwrotne dzielą obieg na dwie części: linię ekspansji i linię kompresji. Punkty adiatermiczne dzielą obieg na dwie linie: przemianę w której ciepło jest doprowadzane do czynnika termodynamicznego z zewnątrz i przemianę w której ciepło wypływa od czynnika obiegowego.

## Kierunek obiegu

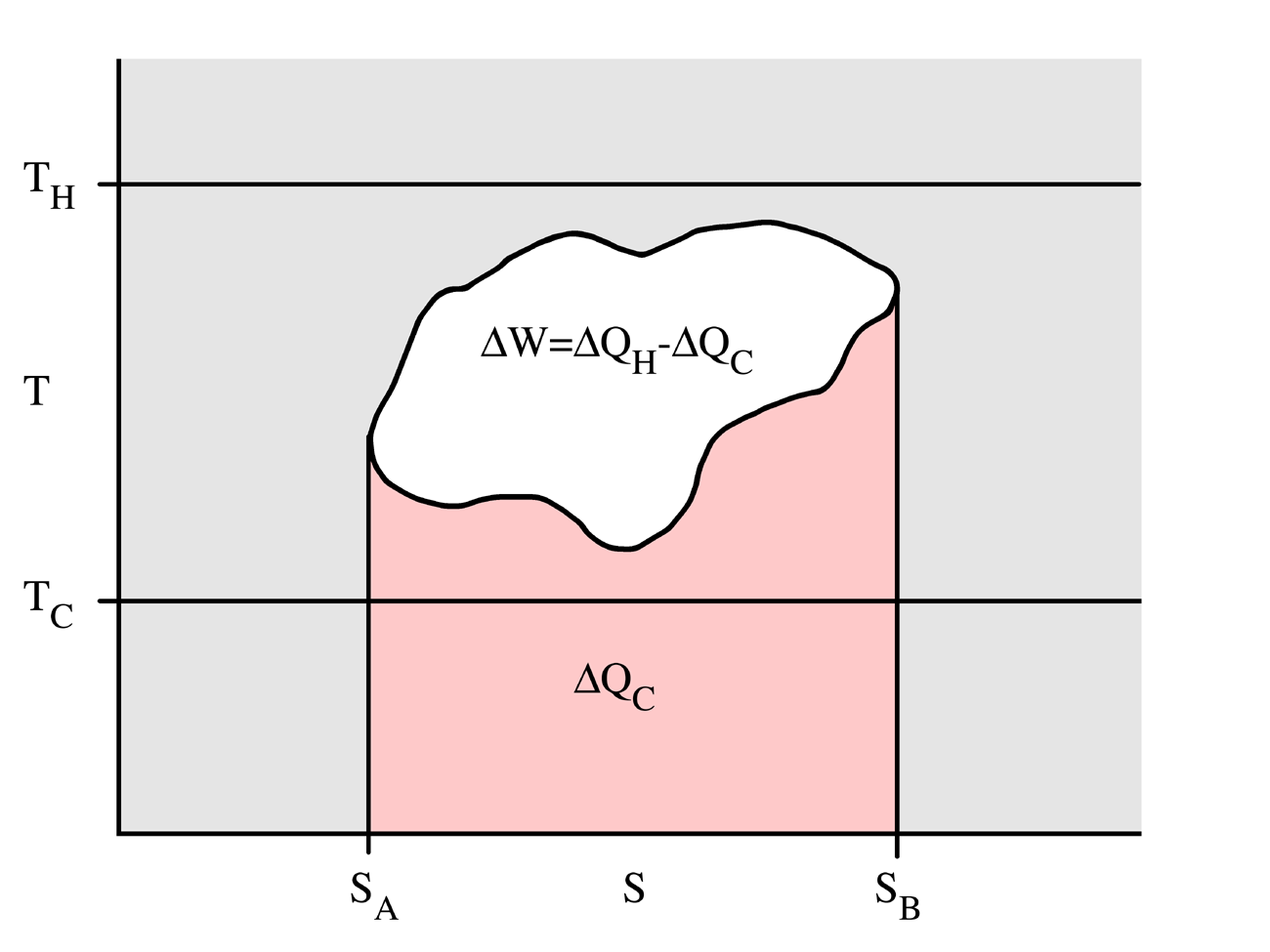
Obieg termodynamiczny w układzie T-s. Biały obszar przedstawia pracę cyklu, czerwony obszar odpowiada ciepłu wymienionemu z dolnym źródłem ciepła obiegu

W układzie P(V) praca cyklu określona jest wzorem:
{\displaystyle W=\oint _{C}PdV,}
W układzie T(s) praca cyklu określona jest wzorem:
{\displaystyle W=\oint _{C}TdS.}
gdzie {\displaystyle C} – kontur obiegu.
W układzie P(V) lub T(s) obieg może być lewobieżny lub prawobieżny. Obiegi prawobieżne to takie, w których kolejne następstwo stanów czynnika w układzie dowolnych współrzędnych odbywa się w kierunku ruchu wskazówek zegara. W obiegu lewobieżnym kolejne następstwo przemian ma kierunek przeciwny. W obiegu prawobieżnym praca jest wykonywana przez czynnik termodynamiczny kosztem części dostarczonego z zewnątrz ciepła. Maszyny realizujące takie obiegi to silniki cieplne. W obiegu lewobieżnym praca musi być dostarczona z zewnątrz. Urządzenia realizujące takie obiegi to maszyny robocze, takie jak sprężarki, pompy ciepła, chłodziarki.

## Obiegi rzeczywiste i porównawcze
Obiegi termodynamiczne spełniają zasadnicze zadanie przy ocenie działania rzeczywistych urządzeń cieplnych. Dla każdego typu urządzeń działających w sposób ciągły lub okresowy i realizujących obieg rzeczywisty, można ustalić najkorzystniejszy odwracalny obieg porównawczy. Obieg taki jest idealizacją obiegu rzeczywistego (indykatorowego) realizowanego przez rzeczywistą maszynę.
Obiegi porównawcze składające się z przemian charakterystycznych, nie uwzględniających np. strat ciśnienia, czy przyrostu entropii czynnika. Przykładami obiegów porównawczych są obieg Rankine’a (obieg porównawczy siłowni parowej), obieg Braytona-Joule’a (obieg porównawczy siłowni gazowej), obieg Joule’a (obieg porównawczy ziębiarki gazowej), obieg Lindego (obieg porównawczy ziębiarki parowej), obieg Otta (obieg porównawczy silnika spalinowego tłokowego o zapłonie iskrowym), obieg Diesla i obieg Seiligera-Sabathé (obiegi porównawcze silnika spalinowego tłokowego o zapłonie samoczynnym) oraz inne.
Przemianami charakterystycznymi, z których zwykle złożony jest obieg porównawczy, są: przemiana izobaryczna, przemiana izotermiczna, przemiana izochoryczna i przemiana adiabatyczna.
Realizowane w technice obiegi rzeczywiste różnią się od obiegów porównawczych np. stratą ciśnienia w kotle parowym czy komorze spalania (przemiana nie jest przemianą izobaryczną – następuje spadek ciśnienia), bądź przyrostów entropii w sprężarkach, pompach, turbinach (sprężanie i rozprężanie adiabatyczne nie jest izentropowe), i innych.